# Teateråret 1974

## Händelser

### Okänt datum
- Lars Engström efterträder Palle Granditsky som chef för Uppsala stadsteater[1]
- Young Vic blir självständigt från moderteatern Old Vic[2]

## Priser och utmärkelser
- O'Neill-stipendiet tilldelas Margaretha Krook
- Thaliapriset tilldelas Ulf Johanson

## Årets uppsättningar

### Mars
- 20 mars – TV-teatern gör en uppsättning av Anne Charlotte Leffler Sanna kvinnor.

### Augusti
- Augusti – Lill-Babs spelar Annie Get Your Gun i Scandinavium.[3]

### Okänt datum
- Staffan Göthes pjäs Rosens och Henrikas pjäs har urpremiär
- Staffan Göthes revy En Järntorgsrevy har urpremiär
- Suzanne Ostens och Margareta Garpes Jösses flickor gör succé på Stockholms stadsteater.